# Pihalni orkester Ljubljana - Vič
Orkester vodi dirigent Josip Grgasović, predsednik orkestra pa je Igor Legen. Pihalni orkester Ljubljana Vič je v prvi kategoriji slovenskih pihalnih orkestrov.
Kulturno društvo Pihalni orkester Ljubljana Vič je bilo ustanovljeno leta 1982 na pobudo g. Grgasovića Josipa, ki je od samega začetka dirigent orkestra. Društvo je z leti raslo in napredovalo v kvaliteti igranja. Orkester je v svoji kratki zgodovini dosegel kar nekaj tekmovalnih uspehov doma in v tujini.
Dosežki orkestra v Sloveniji so:
1988 - bronasto priznanje na tekmovanju v 3. težavnostni stopnji
1992 - zlato odličje na tekmovanju v 3. težavnostni stopnji
1993 - zlato odličje na tekmovanju v 2. težavnostni stopnji
1994 - srebrno odličje na tekmovanju v 1. težavnostni stopnji
1999 - bronasto odličje na tekmovanju v 1. težavnostni stopnji
2005 - srebrno odličje na tekmovanju v 1. težavnostni stopnji
2011 - bronasto odličje na tekmovanju v 1. težavnostni stopnji
Mednarodni dosežki:
1995 - srebrno odličje na mednarodnem tekmovanju v 1. kategoriji v Italiji
1999 - srebrno odličje na mednarodnem tekmovanju v Ostravi na Češkem
2005 - srebrno odličje na mednarodnem tekmovanju v Ostravi na Češkem